# 哈爾比耶

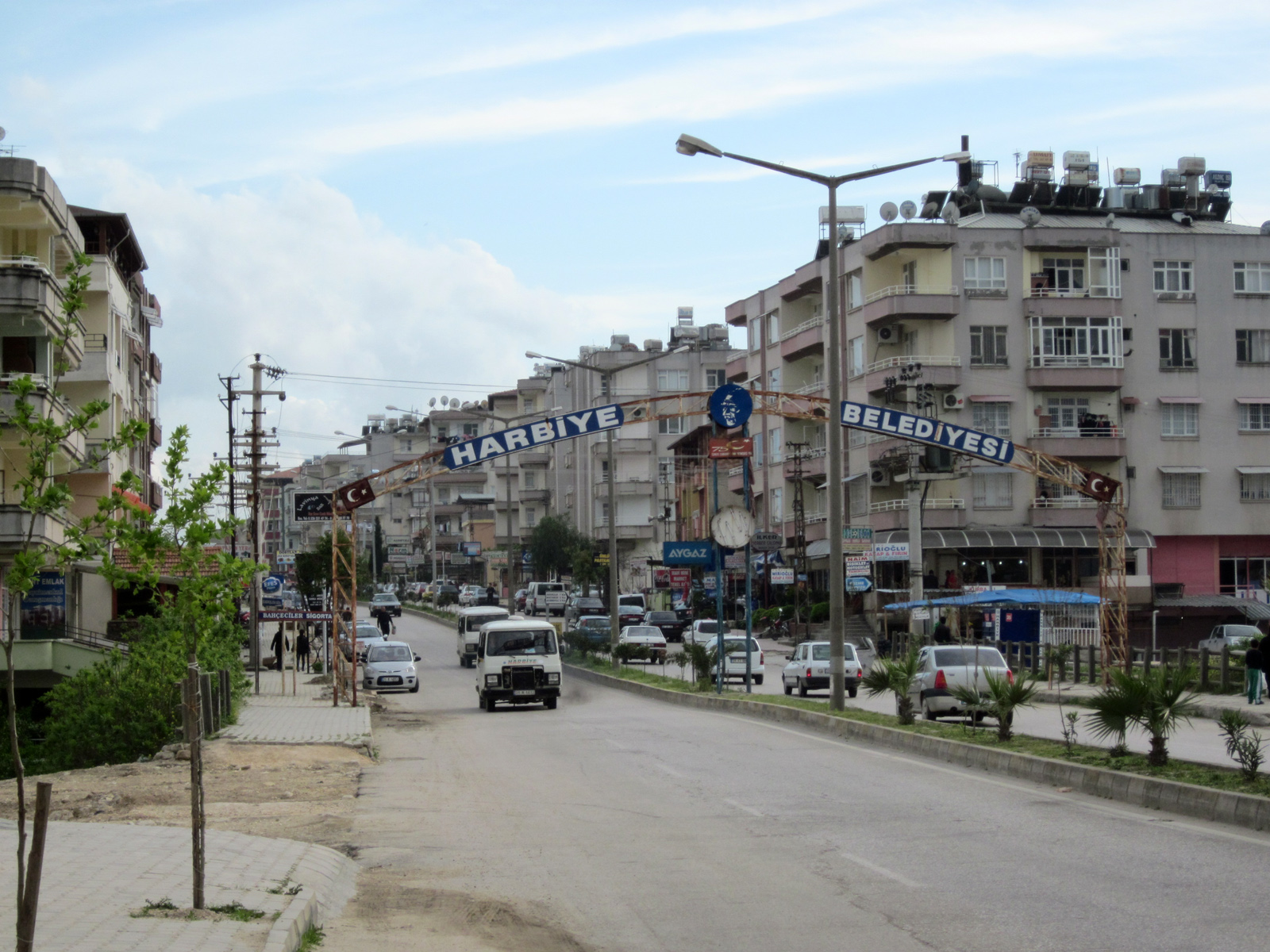

哈爾比耶是土耳其的城鎮，由哈塔伊省負責管轄，位於該國南部，距離首府安塔基亞約7公里，海拔高度240米，主要經濟活動是旅遊業，2011年人口25,001。